# Kótronas
Kótronas (Kotronas) är en ort i Grekland. Den ligger i prefekturen Lakonien och regionen Peloponnesos, i den södra delen av landet, 190 km sydväst om huvudstaden Aten. Kótronas ligger 1 meter över havet och antalet invånare är 292.
Terrängen runt Kótronas är varierad. Havet är nära Kótronas åt sydost.Närmaste större samhälle är Gýtheio, 16,3 km norr om Kótronas.